# Pero (strojní součástka)

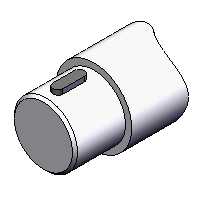
Hřídel s drážkou pro pero a vloženým perem

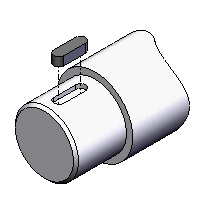
Hřídel s perem vyjmutým z drážky pro pero

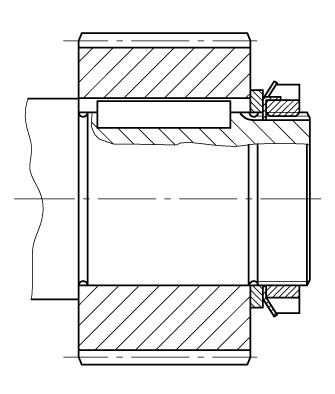
Spojení náboje s hřídelem pomocí pera, hřídelové matice KM a podložky MB

Pero je strojní součástka používaná pro spojení hřídele s nábojem. Spojení slouží k přenosu kroutícího momentu mezi nábojem a hřídelem (např. mezi hřídelem a ozubeným kolem). Svým tvarem připomíná vsazený klín, nemá však úkos na vrchní straně a v namontovaném stavu zůstává vždy vůle mezi vrchní ploškou a dnem drážky v náboji. Přesto se obecně používá označení „klínek“.
Pero může být využito také k ustavení strojních dílů v rovinné ploše, například výměnných částí přípravků.

## Montáž
Pero je ocelová podlouhlá součástka s pravoúhlým průřezem. Vkládá se do drážky odpovídajícího tvaru vyfrézované v hřídeli a na něj se nasouvá náboj s průchozí drážkou. Tvary drážek pro standardní pera a jejich přiřazení k hřídelům stanoví norma ČSN 02 2507. Drážky v hřídeli i v náboji mají šířku v toleranci P9. Pera těsná mají toleranci šířky e7 nebo h9 (předepisuje se v označení). Pera výměnná (vodící) mají toleranci šířky d9. Uložení nábojů je obvykle H/h (např. H8/h7), H/k (H7/k6) výjimečně H/m (H7/m6). 

V axiálním směru musí být náboj na hřídeli nějakým způsobem zajištěn (např. pojistným kroužkem, šroubem, kolíkem, maticí, atd.)

## Dimenzování
Velikost pera se určuje následovně:
- šířka a výška (průřez) pera se určí z normy dle průměru hřídele.
- minimální délka pera se stanoví pevnostním výpočtem pera na tlak, přičemž se vychází z daného kroutícího momentu, který má spojení hřídele s nábojem přenést.

## Pevnostní výpočet
Pevnostní výpočet se provádí pouze na tlak. Průřezy normovaných per jsou stanoveny tak, že pokud nebude překročeno maximální dovolené napětí v tlaku, nebude překročeno ani maximální dovolené napětí ve střihu.

## Normy
Rozměrové normy per:
- ČSN 02 2562, ČSN 02 2570, ČSN 02 2575, ČSN 30 1382, ČSN 30 1383
- DIN 6885
- ISO R773
- + jiné zahraniční ekvivalenty výše uvedených norem

## Materiál
K výrobě se používá ocel 11 600 a její ekvivalenty. Dodávají se jak pera hotová, tak i tyče přesně tažené – tzv. klínová (klínková) ocel.

## Varianty provedení
Používají se pera se zaoblenými nebo s rovnými čely. Pera zaoblená mohou být v provedení s upevňovacím a odtlačovacím šroubem.
Nosná délka (ta, která přenáší kroutící moment) pera se zaobleným čelem je pouze délka přímé části (bez zaoblení). U per s rovným čelem je nosnou délkou celá délka pera. 

Dalším, dnes už zřídka používaným typem pera, je tzv. Woodruffovo pero. 

Pokud použijeme podobnou součástku většího průřezu, ale s délkou jen málo přesahující příčné míry, hovoříme o tzv. kameni. Kámen bývá obvykle přišroubovaný, může být i osazený a používá se jako unášecí nebo vodící (polohovací).

## Výhody / nevýhody a alternativy
- Přednosti spojení perem:
  - nízké náklady
  - jednoduchá montáž / demontáž

- Nevýhody spojení perem:
  - vliv vrubu na hřídeli
  - nutné dodatečné axiální zajištění náboje
  - nevhodné pro změny směru zatížení
  - nevhodné pro přenos rázů
  - relativně nízký přenášený kroutící moment
  - dynamická nevyváženost sestavy (dá se korigovat použitím více per symetricky umístěných po obvodu hřídele
- Alternativy:
  - nalisování náboje na hřídel s přesahem
  - drážkování
    - evolventní
    - rovnoboké
    - jemné

  - použití klínu
  - hřídele s tvarovým (nekruhovým) průřezem (pravoúhlé, trojúhelníkové, polygonální,...)
  - různé druhy svěrných spojení